# Ra'anana
Ra'anana (Ra'ananna, Raanana) (Hebraisk: רַעֲנָנָה) er beliggende øst for Herzliya i Sharon regionen og blev grundlagt i 1922 som et landbrugssamfund. I dag er det en moderne og eftertragtet by i nærheden af Tel Aviv med mange grønne områder og landsbyatmosfære.
Ra'anana har ca. 72.000 indbyggere.